# Kyoryu Daisenso Aizenborg
Dinosaur War Izenborg (яп. 恐竜大戦争アイゼンボーグ Кёрю Дайсэнсо Айдзэнбогу) — японский аниме-сериал, созданный студиями Tsuburaya Productions и Studio Deen. Транслировался по телеканалу Tokyo 12 Channel с 17 октября 1977 года по 30 июня 1978 года. Сериал был дублирован на английском, итальянском, испанском и арабском языках.

## Сюжет
В недрах Земли эволюционируют динозавры. Они стали разумными и образовали собственную подземную цивилизацию. Однажды динозавры решили вернуть себе господствующее положение на Земле, но главным препятствием к цели становится человечество. Так в футуристическом 1986 году военный лидер динозавров Урур начинает войну против человечества, чтобы истребить людей. За короткое время человеческая популяция значительно сокращается. Единственный, кто может остановить динозавров — сэнтай-войны сестра и брат: Татибана Ай и Татибана Дзэн, которые приобрели супер-возможности после того, как часть их органов, (после катастрофы в результате неудачного испытания супер-танка), была заменена на кибернетические. Объединив силы, главные герои способны призывать супер-робота «Айдзэнборга».

## Роли озвучивали
- Кёносукэ Ками — Дзэн Татибана
- Ёко Асагами — Ай Татибана
- Дзюмпэй Такигути — Горо Канбара, Горо Камихара/Уруру
- Акира Камия — Сюнусукэ
- Акира Мураяма — голос за кадром
- Хироя Исимару — Гэннай
- Дзюн Хадзуми — король-динозавр Готтэцу
- Кацудзи Мори — голос за кадром